# Frau Holle (Wanderweg)
Der Wanderweg Frau Holle im Landkreis Trier-Saarburg ist ein Rundwanderweg am Saar-Hunsrück-Steig.
Der Weg führt durch die Täler von Wadrill und Lauschbach bei Reinsfeld. Start- und Zielpunkt ist die Felsformation Frau Holle bei der Felsenmühle an der Hunsrückhöhenstraße.
Der Weg ist 7,7 Kilometer lang, die Gehzeit beträgt 2 bis 3 Stunden, die Höhenlage reicht von etwa 450 Meter bis knapp 600 Meter über NN. Eine Besonderheit ist ein Biberdamm an der Wadrill.
Frau Holle wurde vom Deutschen Wanderinstitut als Premiumweg zertifiziert.